# جاكسون ريتشاردسون
جاكسون ريتشاردسون (بالفرنسية: Jackson Richardson) مواليد 14 يونيو 1969 في لا ريونيون، هو لاعب كرة يد فرنسي. مثل منتخب فرنسا لكرة اليد. شارك في دورة الألعاب الأولمبية الصيفية سنة 1992.

## المسيرة الاحترافية
لعب مع نادي باريس سان جيرمان لكرة اليد في الدوري الفرنسي من سنة 1989 إلى 1991، ثم لعب مع نادي سان أنطونيو لكرة اليد في الدوري الإسباني من سنة 2000 إلى 2005، ثم انضم إلى نادي شامبيري سافوا لكرة اليد في الدوري الفرنسي من سنة 2005 إلى 2008.

## الإنجازات
- فاز مرتين ببطولة العالم لكرة اليد للرجال (1995، 2001)
- فاز مرة واحدة بدوري أبطال أوروبا لكرة اليد (2001)
- فاز مرتين بكأس أبطال الكؤوس الأوروبية (1993)
- فاز مرة واحدة بكأس السوبر الأوروبية (2000)
- فاز مرتين بالدوري الإسباني لكرة اليد (2003، 2005)
- فاز مرة واحدة بكأس ملك إسبانيا لكرة اليد (2001)
- الميدالية البرونزية في الألعاب الأولمبية (1992)
- الميدالية الفضية في بطولة العالم (1993)
- الميدالية البرونزية في بطولة العالم (1997، 2003، 2005)
- نهائي دوري الأبطال (2003)
- أفضل لاعب في بطولة العالم (1990)
- أفضل صانع ألعاب في بطولة العالم (1995)
- أفضل صانع ألعاب في البطولة الأوروبية (2000)
- أفضل لاعب أجنبي في الدوري الإسباني (2001، 2002)
- أفضل صانع ألعاب في الدوري الإسباني (2003، 2004، 2005)

## روابط خارجية
- جاكسون ريتشاردسون على موقع الاتحاد الأوروبي لكرة اليد (الإنجليزية)
- جاكسون ريتشاردسون على موقع الاتحاد الفرنسي لكرة اليد (الفرنسية)
- جاكسون ريتشاردسون على موقع اللجنة الأولمبية الدولية (الإنجليزية)
- جاكسون ريتشاردسون على موقع أوليمبيديا (الإنجليزية)